# ツィガーニ・デジェー
ツィガーニ・デジェー、本名、ヴィマー・デジェー（Czigány Dezső、本名: Wimmer Dezső 、1883年6月1日 - 1937年12月31日）は、ハンガリーの画家である。

## 略歴
ブダペストで生まれた。17歳になった1900年から、Czigányを作品の署名として用いるようになった(ハンガリー語の "czigány"はジプシーの意)。ブダペストで学んだ後、ミュンヘン美術院で学び、ハンガリーの芸術家村だったナジバーニャ(Nagybánya:現バヤ・マレ)で ホローシ・シモン(Hollósy Simon: 1857-1918)に学んだ。1904年にパリに留学し、しばらくアカデミー・ジュリアンでジャン＝ポール・ローランスに学んだ。ポール・セザンヌやポール・ゴーギャン、アンリ・マチス、フェリックス・ヴァロットンらの作品から影響を受けた。
パリでは、ハンガリーの有名な詩人のアディ・エンドレと親しくなり、その後何度かアディの肖像画を描いた 。1906年の春、フランスのアンデパンダン展に出展した。その年、ブダペストに戻った。ハンガリーの前衛画家たちの美術グループ、「 Nyolcak(英語訳:the Eight)」に参加したが、前衛的な作品は批評家たちから酷評を受けた。ハンガリーのもうひとつの芸術家村、ケチケメートで活動した。
第一次世界大戦後はフランスに住み、1927年にハンガリーに戻った。ブダペストの友人のスタジオで、南フランスの風景を集めた展覧会を開催した。
うつ病を病んで、1937年に発作に見舞われたツィガーニは、妻と娘、孫を殺害した後、自殺した。

## 作品

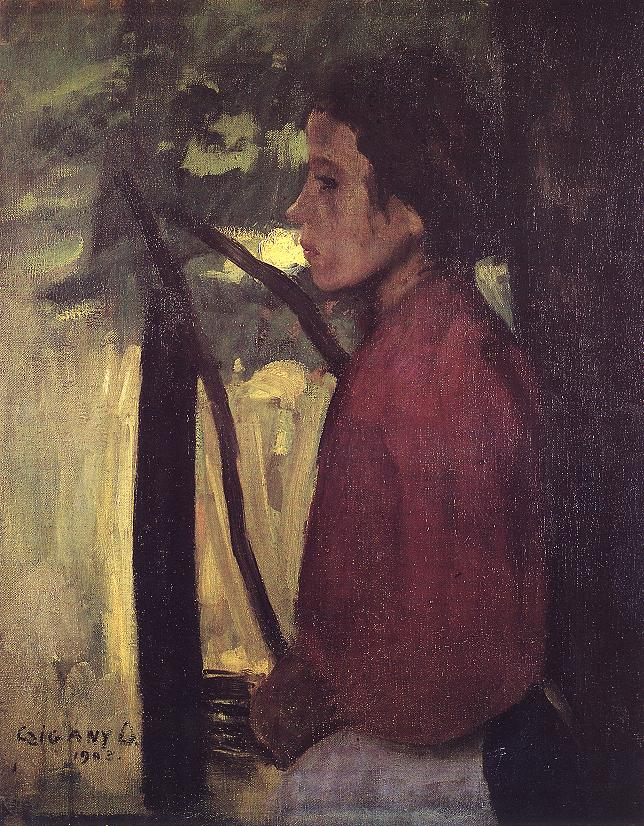
少女像 (1903)
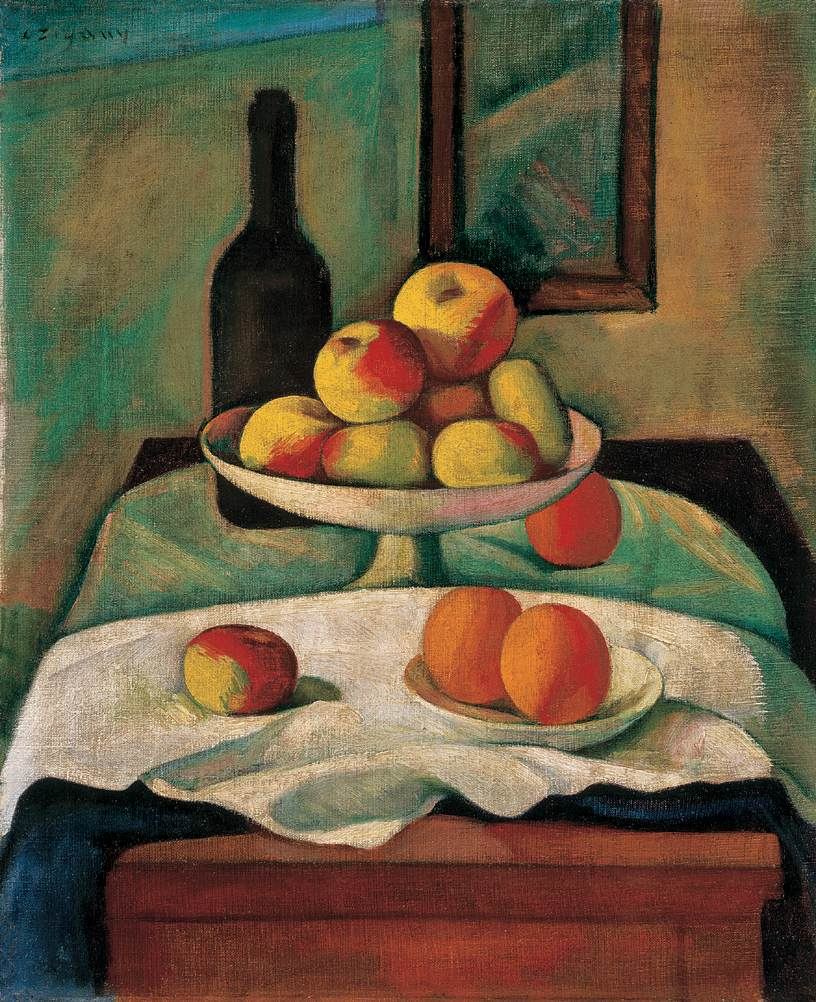
果物のある静物画 (1910)
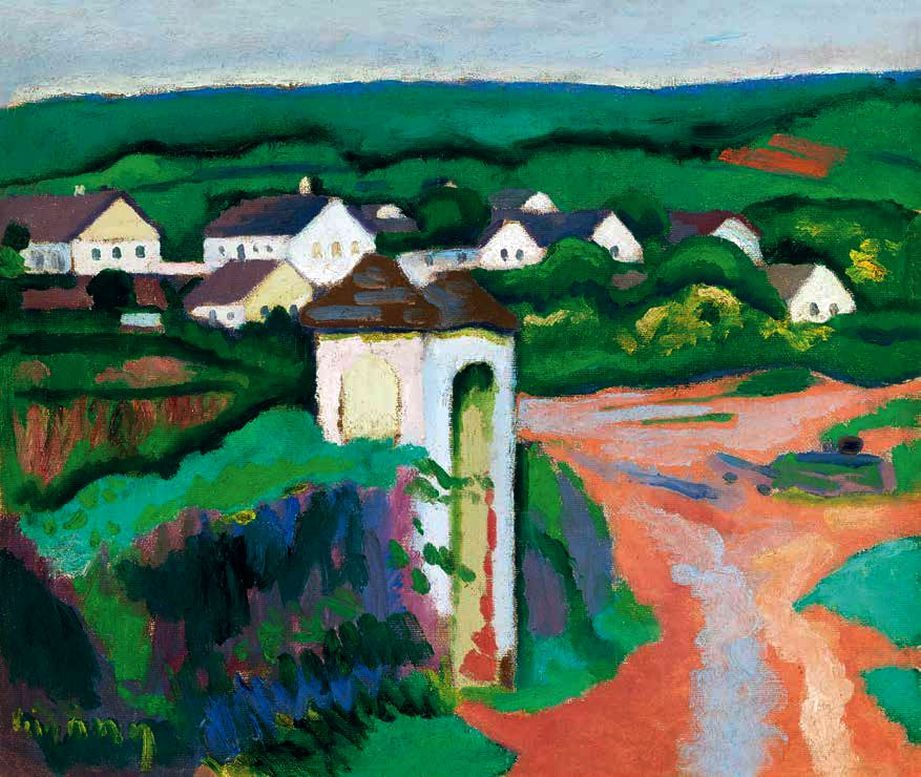
風景画 (1906/1908)
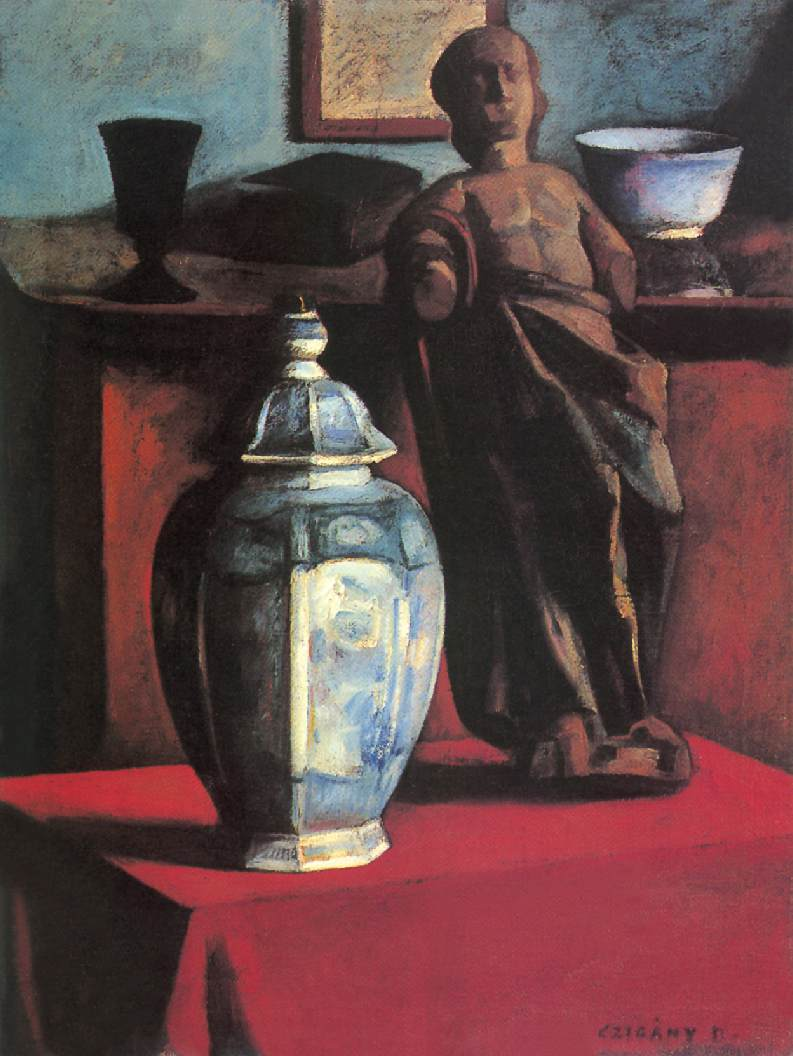
静物画
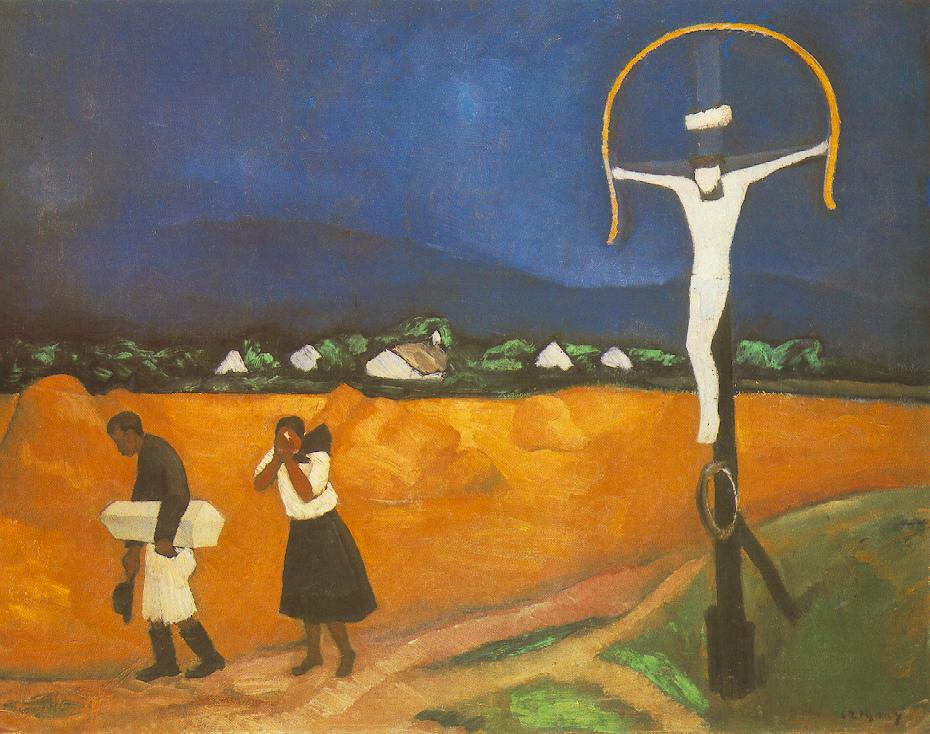
子供の埋葬(1910)
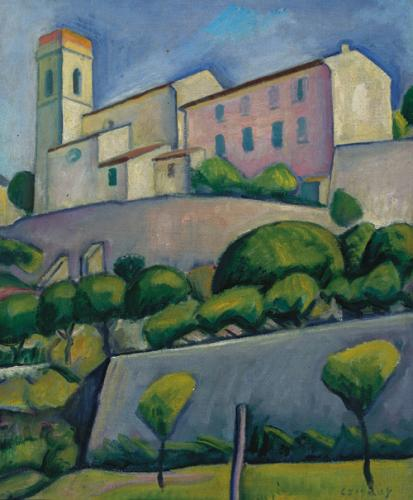
1920年代の風景画
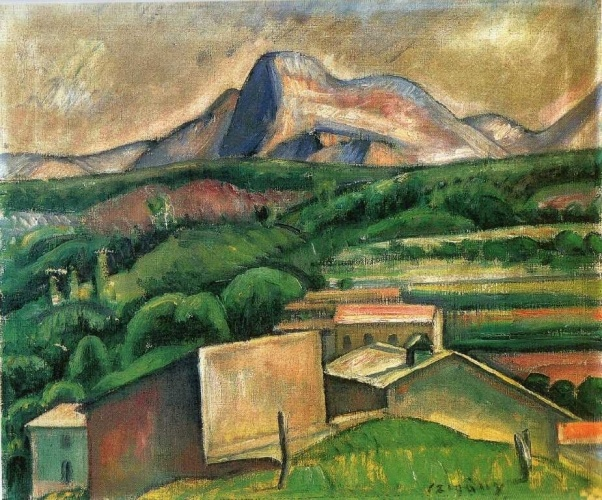
風景画 (1926/1927)
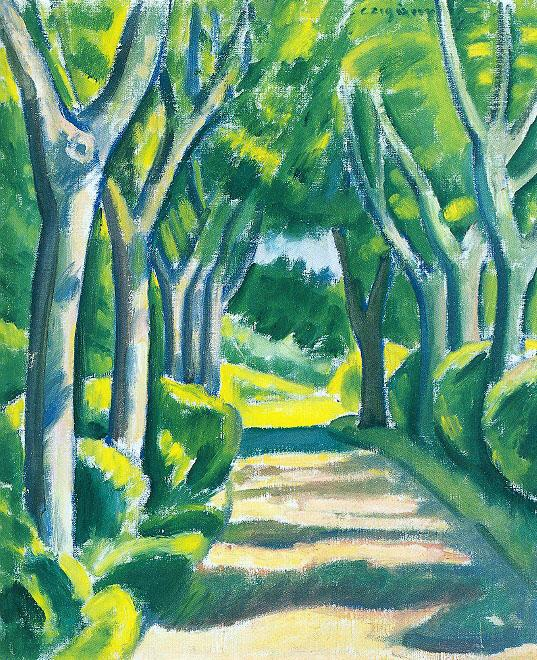